# Герб Сереховичів
Герб Сереховичів затверджений 21 вересня 2006 року сесією Сереховичівської сільської ради. Автор герба — А. Гречило.

## Опис герба
На зеленому полі з синьою основою, відділеною срібною хвилястою балкою, золотий восьмираменний хрест із півмісяцем в основі, ріжками догори, що супроводжується обабіч срібними грибами з золотими шапками. У базі пливе золота риба.